# Biała tragedia
Biała tragedia – gatunek dramatyczny stworzony przez Norwida w związku z jego sztuką pt. Pierścień wielkiej damy, którą napisał w 1872.
Wiązała w sobie konwencje tragedii i komedii. Tragedia to odczucia głównego bohatera, zarysowane w  wypowiedziach o charakterze pesymistycznej, patetycznej, pisane białym wierszem. Biała tragedia miała być pełna niedopowiedzeń i aluzji, które pełniły funkcję symboliczną w utworze.
Komedia zaś to zwroty akcji, intrygi, zaskoczenie.
Przymiotnik „biała” oznacza sztukę dramatyczną pozbawioną scen krwawych i tych kończących się śmiercią głównych bohaterów dzieła. Pod tym względem miała być przeciwieństwem tragedii szekspirowskiej. Łączy w sobie także elementy ironii romantycznej.